# Contea di Kennebec
La contea di Kennebec, in inglese Kennebec County, è una contea dello Stato del Maine, negli Stati Uniti. La popolazione al censimento del 2000 era di 117 114 abitanti. Il capoluogo di contea è Augusta, anche capitale dello Stato.

## Geografia fisica
La contea si trova nella parte centro-meridionale del Maine. L'U.S. Census Bureau certifica che l'estensione della contea è di 2463 km², di cui 2248 km² composti da terra e i rimanenti 218 km² composti di acqua.
Il fiume più importante della contea è il fiume Kennebec che la attraversa da nord a sud.
Il capoluogo è Augusta. Altri centri importanti sono Hallowell, Gardiner, e Waterville. Nella contea si trovano tre college: Thomas College, Università del Maine a Augusta e Colby College.

### Contee confinanti
- Contea di Somerset - nord
- Contea di Waldo - est
- Contea di Sagadahoc - sud
- Contea di Lincoln - sud
- Contea di Androscoggin - sud-ovest
- Contea di Franklin - nord-ovest

## Storia
La contea fu istituita nel 1799 da parti delle contee di Cumberland e Lincoln. Il nome della contea deriva da una parola Abenachi che significa "lago lungo".

## Comuni
- Albion - town
- Augusta (capoluogo) - city
- Belgrade - town
- Benton - town
- Chelsea - town
- China - town
- Clinton - town
- Farmingdale - town
- Fayette - town
- Gardiner - city
- Hallowell - city
- Litchfield - town
- Manchester - town
- Monmouth - town
- Mount Vernon - town
- Oakland - town
- Pittston - town
- Randolph - town
- Readfield - town
- Rome - town
- Sidney - town
- Vassalboro - town
- Vienna - town
- Waterville - city
- Wayne - town
- West Gardiner - town
- Windsor - town
- Winslow - town
- Winthrop - town
- Unity - unorganized territory